# Jerzy Laudamus
Jerzy Laudamus z Krakowa (ur. w Krakowie, zm. ok. 1485) — polski duchowny katolicki i prawnik. Rektor Uniwersytetu Krakowskiego w 1479 roku. 

## Życiorys
Był synem Jana Laudamusa, mieszczanina krakowskiego, miał brata Stanisława. 
Studia na Uniwersytecie Krakowskim rozpoczął w semestrze letnim 1460 roku. W 1465 roku uzyskał bakalaureat sztuk wyzwolonych, a 4 lata później uzyskał również stopień magistra. Po ukończeniu studiów na Wydziale Sztuk rozpoczął studia prawnicze, w 1476 roku wystąpił w zastępstwie dziekana Wydziału Prawa  przy rozliczaniu rachunków prokuratora uniwersytetu. W 1478 roku uzyskał tytuł doktora dekretów.
Od 1475 roku toczył wiele sporów sądowych z wierzycielami, którym winny był pieniądze. Procesował się m.in. z rajcą Stanisław Przedborem o poręczony przez siebie dług jego brata Stanisława. W długi popadł znów w 1478 roku, musiał wtedy zapożyczać się nawet u rektora Stanisława z Zawady.
W semestrze letnim w 1479 roku wybrany został na rektora Uniwersytetu Krakowskiego, ale już w czerwcu tego samego roku ustąpił wskutek zatargu uczelni z biskupem Janem Rzeszowskim i królem Kazimierzem z powodu przywiezionej przez Andrzeja z Łabiszyna bulli papieskiej ograniczającej prerogatywy biskupa krakowskiego jako kanclerza uczelni. 
W 1483 roku z prezenty uniwersytetu objął probostwo w Luborzycy oraz objął Katedrę Nowych Praw, gdzie miał obowiązek komentowania Liber sextus Bonifacego VIII oraz Clementinae. Niedługo po rozpoczęciu urzędowania popadł w kolejny konflikt – z poprzednim plebanem, Stanisławem Kobyleńskim.
Zmarł najprawdopodobniej w 1485.